# ボトルゲーム
ボトルゲーム は主に欧米でパーティーの際などに行われるゲームである。

## 概要
ボトルゲームは欧米でパーティの際などに行われるゲームで、特に10代の子供達が行うことが多い。
参加者は10人～15人程度で行われる。ゲームの性質上、少なくとも4人の参加者が必要である。

## ルール
一般的には、数人から数十人の10代の男女が集まり、円になって座る
次に一人の鬼を決め、円の中心でボトルを回す。
そしてボトルの口が向いた人に鬼がキスをするというものである。
イタリアでは子どもの頃に誰もが一度は経験するゲームであるが、少しルールが異なる。
まず、鬼は目隠しをされ、目の前に差し出された指をつかむのだが（鬼以外の人が参加者の誰かが指を差し出す）、指ごとに罰ゲームが決まっている。
親指なら「～言う」、人差し指なら「～する」、中指なら「キスする」、薬指なら「手紙を書く」、小指なら「遺書を書く」となっている。例えば鬼が中指をつかんだなら、鬼はボトルの口が向いた人にキスをしなければならない。相手が好きな異性で、自分が指を差し出せる立場になった場合は中指しか差し出さないということも出来る。ボトルゲームはイタリアの子供にとって好きな異性にキスをする絶好の機会である。